# Constantin Constantinescu
Constantin Constantinescu (Beceni, Distrito de Bacău; 20 de febrero de 1884 - Bacău, 1961) fue un comandante militar rumano que participó en la segunda guerra de los Balcanes, la Primera y la Segunda Guerra Mundial. Tras este último conflicto, fue condenado como un criminal militar durante el período comunista de la República Socialista de Rumania, siendo exonerado posteriormente.

## Biografía y carrera
De 1903 a 1905 se graduó en la Escuela Militar de Artillería, entrando de lleno en la carrera militar, en la que fue promocionando llegando a obtener el rango de segundo teniente y formando parte del cuerpo general del Ejército del Reino de Rumania. Durante la segunda guerra de los Balcanes y la Primera Guerra Mundial, se desempeñó como Capitán en el 12.º Regimiento de Artillería, siendo ascendido a Mayor en 1917. Durante el período de entreguerras, ascendió de escalafón en las Fuerzas Terrestres Rumanas.
El 1 de febrero de 1940, fue nombrado comandante del Décimo Cuerpo de Rumanía y coordinó su retirada durante la ocupación soviética de Besarabia y el norte de Bucovina. El 9 de noviembre de 1941, fue nombrado comandante del Cuarto Ejército de Rumanía y participó en las batallas de Besarabia, Odesa y Stalingrado, todas ellas en el Frente Oriental. El 10 de febrero de 1943, fue relevado de su cargo y reemplazado por Constantin Sănătescu. Constantinescu se retiró en 1943, fue arrestado en 1951 y condenado a 15 años de prisión en 1954. En 1955, fue exonerado y liberado.
En las primeras etapas de la Operación Barbarroja, el comandante Nicolae Ciupercă señaló que Constantinescu había dirigido al ejército "con mucha competencia, lo que provocó, indirectamente, el retiro de las fuerzas soviéticas entre el río Dnister y el Lago Suhoz [...] era muy buen comandante, que se caracterizó por una gran devoción y un precioso optimismo".[cita requerida]
Recibió la Orden de la Corona y la Orden de la Estrella de Rumania, así como la Orden de Miguel el Valiente. A pesar de su rango y, a diferencia de muchos otros generales rumanos, nunca recibió ninguna medalla alemana y estuvo en conflicto con Ion Antonescu.
Murió en la ciudad de Bacău, cerca de su ciudad natal, en 1961.